# Providentissimus Deus
Providentissimus Deus – encyklika Leona XIII o studium Pisma świętego z 18 listopada 1893 r.

## Treść
Celem dokumentu była obrona studiów biblijnych przed „błędnymi i nierozumnymi nowościami” oraz zachęcenie do ich rozwoju zgodnego z nauką Kościoła. Bezpośrednia polemika została poprzedzona obszernym zarysem historycznym o znaczeniu Biblii w życiu Kościoła, począwszy od ewangelicznej misji Chrystusa i Apostołów oraz o badaniach Pisma św. w starożytności (Ojcowie Kościoła), średniowieczu (scholastycy) i czasach nowożytnych.
Encyklika była odpowiedzią papieża na rozwój nauk biblijnych w 2 poł. XIX w., w których coraz większe znaczenie zyskiwała metoda krytyczno-historyczna. Analizowała ona księgi biblijne jako pisma powstałe w konkretnych okolicznościach historycznych, przez co odzwierciedlają kulturowe, społeczne i mentalne cechy danej epoki. Do badania Biblii zaczęto więc wykorzystywać osiągnięcia nauk historycznych, archeologii, literaturoznawstwa i na dużą skalę stosować metodę porównawczą. Ponadto rozwój nauk ścisłych i przyrodniczych stworzył nową wizję powstania świata, człowieka i społeczeństwa. Autorzy nastawieni racjonalistycznie i materialistycznie zaczęli negować nadprzyrodzony charakter Biblii i jej nieprzystawalność do nowoczesnego stanu wiedzy. Jako środek zaradczy papież widział odnowienie studiów biblijnych, proponując swego rodzaju syntezę dawnej egzegezy biblijnej, skupionej na duchowym sensie Pisma św. z nowymi metodami naukowymi, ale stosowanymi pod opieką Kościoła i w zgodzie z teologią i tradycją chrześcijańską.
W encyklice papież przypomniał naukę Kościoła katolickiego, wedle której w Piśmie św. Starego i Nowego Testamentu oraz w Tradycji niepisanej jest zawarty depozyt Objawienia, danego ludziom przez Boga dla ich zbawienia. Wedle tej nauki Pismo św. jest zbiorem kanonicznych, uznanych przez Kościół ksiąg, napisanych pod natchnieniem Ducha Św., które ostatecznie „mają samego Boga za autora”.
Papież nakłaniał do rozwoju biblistyki w seminariach i uniwersytetach oraz zachęcał wszystkich katolików, zwłaszcza zaś naukowców do badania i obrony Biblii przed atakami racjonalistów.
Miała się opierać na następujących zasadach: 
1. znajomość starożytnych języków wschodnich,
2. krytyczne badanie całego tekstu i wszystkich jego znaczeń (historycznych i nadprzyrodzonych),
3. uznanie, że Biblię należy intepretować jako tekst podający prawdy wiary i służący do zbawienia, a nie wykład z nauk historycznych i przyrodniczych,
4. zastosowanie tej samej zasady do korzystania z dawnych komentarzy, tj. odrzucenie nieaktualnych wątków przyrodoznawczych i historycznych, które tam się znalazły i nie należą do wykładu wiary,
5. badanie poprawności przekazów rękopiśmiennych, korygowanie kopii, oparcie się na tekstach najwiarygodniejszych, najbliższych oryginałowi.

Ważna była deklaracja, że Kościół nie chce ograniczać swobody badań, lecz tylko zabezpieczyć je przed dowolnością i błędami. Ten program Leona XIII stał się podstawą rozwoju nowoczesnych katolickich studiów biblijnych, mimo że niejednokrotnie dochodziło do poważnych kryzysów między naukowcami a Kościołem w 1 poł. XX w. (zob. modernizm katolicki).